# Аверан
Авера́н (фр. и окс. Averan) — коммуна во Франции, находится в регионе Юг — Пиренеи. Департамент — Верхние Пиренеи. Входит в состав кантона Осён. Округ коммуны — Тарб.
Код INSEE коммуны — 65052.

## География
Коммуна расположена приблизительно в 660 км к югу от Парижа, в 130 км юго-западнее Тулузы, в 12 км к юго-западу от Тарба.
По территории коммуны протекает река Обис (фр. Aubish).

## Климат
Климат умеренно-океанический с солнечной тёплой погодой и обильными осадками на протяжении практически всего года.

## Население
Население коммуны на 2010 год составляло 72 человека.
| 1962 | 1968 | 1975 | 1982 | 1990 | 1999 | 2010 |
| ---- | ---- | ---- | ---- | ---- | ---- | ---- |
| 55   | 44   | 50   | 55   | 49   | 65   | 72   |

## Администрация
| Период | Период | Фамилия     | Партия | Примечания |
| ------ | ------ | ----------- | ------ | ---------- |
| 2001   | 2008   | Ги Кандеба  |        |            |
| 2008   | 2020   | Даниэль Дар |        |            |

## Экономика
В 2010 году среди 56 человек трудоспособного возраста (15-64 лет) 40 были экономически активными, 16 — неактивными (показатель активности — 71,4 %, в 1999 году было 88,2 %). Из 40 активных жителей работали 37 человек (19 мужчин и 18 женщин), безработных было 3 (1 мужчина и 2 женщины). Среди 16 неактивных 6 человек были учениками или студентами, 8 — пенсионерами, 2 были неактивными по другим причинам.

## Достопримечательности
- Церковь Св. Мартина

## Фотогалерея

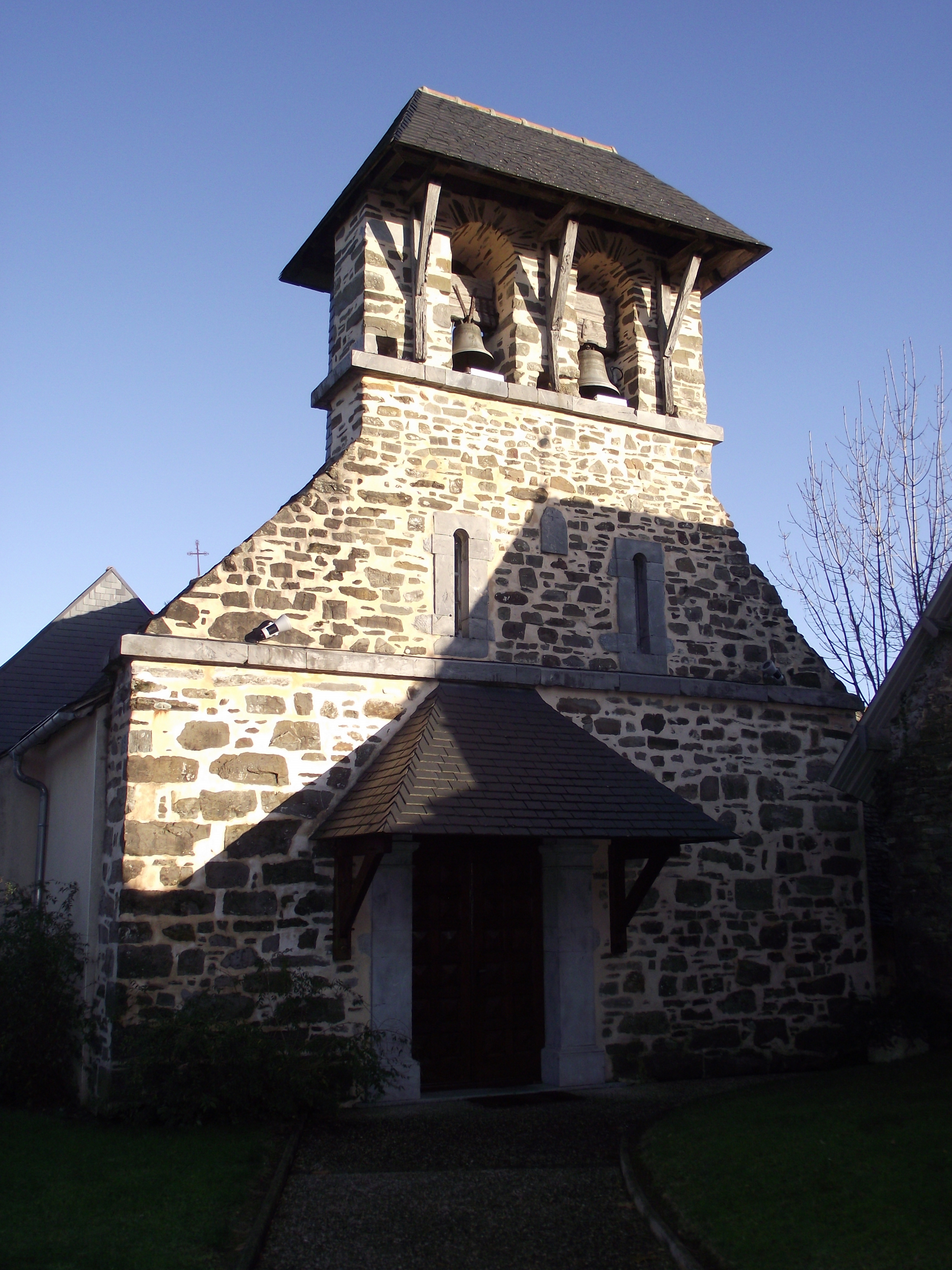
Церковь Св. Мартина
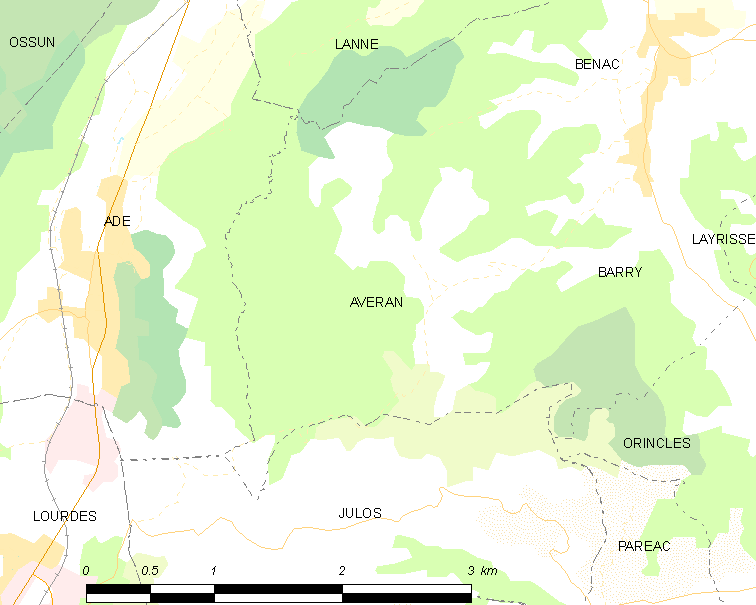
Карта коммуны